# Dättern

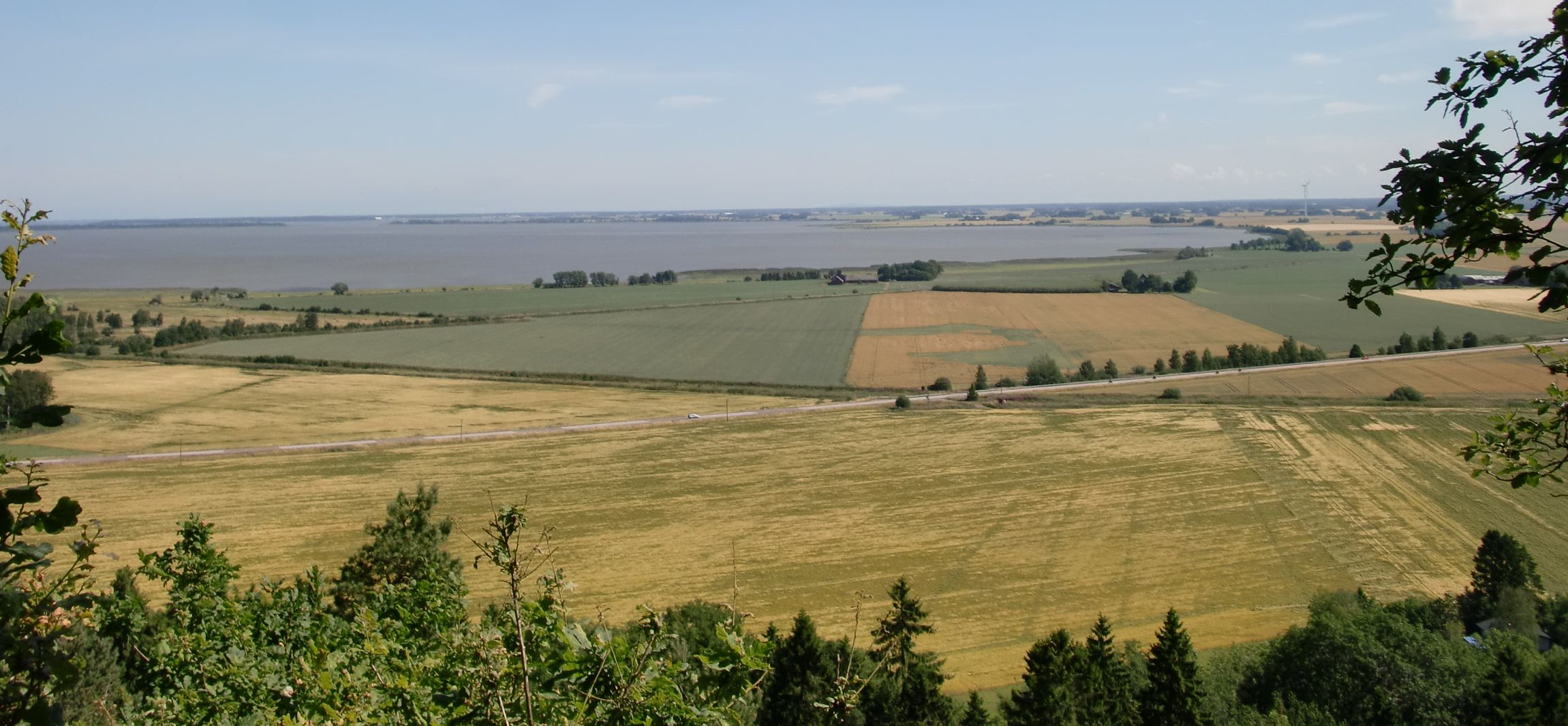
Dättern sedd från utsiktspunkten Flo Klev på Hunneberg, mot nordost.

Dättern är en smal vik av södra Vänern. Dättern ligger öster om halvön Vänersnäs och ingår i Grästorps och Vänersborgs kommuner.
Viken är belägen mellan Vänersnäs, Flo, Ås och Sals socknar. Dättern är långgrund ända till Näs socken strand, Dättern når ett maxdjup på omkring 2 - 3 meter. Ytan är omkring 30 km². Förutom att den är förenad med Vänern genom ett cirka 600 meter brett sund, har den tillopp från ån Nossan. Sjön har vid nordvästra delen intill Tuns socken en mängd små holmar. År 1835 fanns i Sals socken 3 båtar, i Ås 4, i Karaby 4, och i Tun 5 båtar, dessa var spetsiga i båda ändar och kunde bära 6-8 personer. Då vattenståndet vid tillfällen var lågt, innan viken reglerades, kunde man vada över sundet som förenar Dättern och Vänern. Bottnen är så jämn och hård att man kunde köra fordon där.
Dättern förbinds med Vänern genom Brandsfjorden som ligger mellan sundet vid Sjöryd och Såtenäs. Sjön har ett rikt fiskbestånd av ål, brax, gädda och gös. Strandområdena är låga och utsattes därför förr lätt för översvämning.
En del av viken utgörs av naturreservaten Dättern I Frugårdssund och Dättern II Dätterstorp.

## Fotnoter
1. ↑  Beskrivning över Thun, Karaby, Friel, Säresta, Täng, Håle, Flo, Ås, och Sals socknar av Skaraborgs län och Åse härad 1835; Tryckt i Åse och Viste tidskrift, nr 30, 1990, sid 3.
2. ↑  Hjort: Beskrifning öfver Åse härad, 1902, sid 7-8. Skaraborgsbygden, femte delen, Vänerstranden, 1931, sid 1.